# A Day at the Races Tour
Az A Day at the Races Tour a Queen együttes 1977. január 13-ától 1977. június 7-éig tartó koncertsorozata volt, amely az 1976-os A Day at the Races albumot népszerűsítette. A turnén összesen 59 koncertet adtak, többségében Európában és az Egyesült Államokban, eljutottak Kanadába is, de Japán ezúttal kimaradt a menetrendből.

## Szakaszok

### Észak-Amerika (1977. január–március)
A Queen történetében először indult egy album világ körüli turnéja az USA-ban. 1977. január 13. és március 18. között negyven koncertet játszottak az Egyesült Államok és Kanada nagyvárosaiban. Az előző turnén volt olyan helyszín, ahol egymást követő 3-4 este is felléptek a kb. háromezer néző befogadására alkalmas színháztermekben. Az A Day at the Races turnéja volt az első, ahol a Queen már stadionokban lépett fel, hogy a rájuk kíváncsi több ezer rajongót egyetlen estén szolgálják ki. Így például Chicagóban, Philadelphiában, Bostonban, és Detroitban. Február 5-én a 20 000 fő befogadóképességű híres Madison Square Gardenben léptek fel New Yorkban, másnap pedig Long Islanden játszottak húszezer rajongónak. Egy hónapra rá, március elején a 18 000 férőhelyes Los Angeles-i Forumban adtak dupla koncertet.
Az amerikai turné állomásain az ír Thin Lizzy volt az előzenekar, akik jó teljesítményükkel minden este kihívás elé állították a Queent. A tengerentúli zenei sajtó is a Gary Moore-ral a soraiban fellépő Thin Lizzyt dicsérte és próbálta lehúzni a Queen teljesítményét, de a nézők saját szemükkel láthatták az egyébként baráti viszonyban lévő együttesek remeklését a színpadon. A Queen és a Lizzy felfokozott hangulatú koncertjei között a közönség lecsillapítására egy kis klasszikus zenét, Chopin műveit játszották be a szünetekben. A kemény tél és a nagy havazás miatt a január 29-re meghirdetett daytoni koncert elmaradt, de még márciusban is voltak dátumok, amiket le kellett mondaniuk. A turné során Kanadában hétszer léptek fel, ebből a két hónapos koncertsorozat legvégén Calgaryban két egymást követő estén.
| Időpont           | Helyszín                                 |
| ----------------- | ---------------------------------------- |
| 1977. január 13.  | Egyesült Államok, Milwaukee              |
| 1977. január 14.  | Egyesült Államok, Madison                |
| 1977. január 15.  | Egyesült Államok, Columbus               |
| 1977. január 16.  | Egyesült Államok, Indianapolis           |
| 1977. január 18.  | Egyesült Államok, Detroit                |
| 1977. január 20.  | Egyesült Államok, Saginaw                |
| 1977. január 21.  | Egyesült Államok, Louisville             |
| 1977. január 22.  | Egyesült Államok, Kalamazoo              |
| 1977. január 23.  | Egyesült Államok, Richfield              |
| 1977. január 25.  | Kanada, Ottawa                           |
| 1977. január 26.  | Kanada, Montréal                         |
| 1977. január 28.  | Egyesült Államok, Chicago                |
| 1977. január 30.  | Egyesült Államok, Toledo                 |
| 1977. február 1.  | Kanada, Toronto                          |
| 1977. február 3.  | Egyesült Államok, Springfield            |
| 1977. február 4.  | Egyesült Államok, College Park           |
| 1977. február 5.  | Egyesült Államok, New York               |
| 1977. február 6.  | Egyesült Államok, Uniondale, Long Island |
| 1977. február 8.  | Egyesült Államok, Syracuse               |
| 1977. február 9.  | Egyesült Államok, Boston                 |
| 1977. február 10. | Egyesült Államok, Providence             |
| 1977. február 11. | Egyesült Államok, Philadelphia           |
| 1977. február 19. | Egyesült Államok, Miami                  |
| 1977. február 20. | Egyesült Államok, Lakeland               |
| 1977. február 21. | Egyesült Államok, Atlanta                |
| 1977. február 22. | Egyesült Államok, Birmingham             |
| 1977. február 23. | Egyesült Államok, St. Louis              |
| 1977. február 25. | Egyesült Államok, Dallas                 |
| 1977. február 26. | Egyesült Államok, Houston                |
| 1977. március 1.  | Egyesült Államok, Phoenix                |
| 1977. március 2.  | Egyesült Államok, Inglewood              |
| 1977. március 3.  | Egyesült Államok, Inglewood              |
| 1977. március 5.  | Egyesült Államok, San Diego              |
| 1977. március 6.  | Egyesült Államok, San Francisco          |
| 1977. március 11. | Kanada, Vancouver                        |
| 1977. március 12. | Egyesült Államok, Portland               |
| 1977. március 13. | Egyesült Államok, Seattle                |
| 1977. március 16. | Kanada, Calgary                          |
| 1977. március 17. | Kanada, Calgary                          |
| 1977. március 18. | Kanada, Edmonton                         |

### Nyugat-Európa (1977. május)
Európában mindössze nyolc koncertet adtak öt országban, pedig utoljára 1974 decemberében játszottak a kontinensen a Sheer Heart Attack turné keretében. Svédországban kétszer, Németországban három alkalommal, Dániában, Hollandiában és Svájcban egyszer-egyszer léptek fel két hét alatt. Az európai kritikusok nagyra értékelték a Queen élő teljesítményét, a két és fél év alatt "kiéheztetett" rajongók pedig lelkesen fogadták a színpadon az egészségükre pezsgőző együttest. Freddie Mercury énekes az 1912-ben Nyizsinszkij által tervezett „Egy faun délutánja”-balettjelmez pontos másában lépett színpadra esténként, és többször is ruhát cserélt koncert közben, többek között egy piros-fehér-zöld kockás harlekin-jelmezbe. Mindezt a zenei és előadói puritánságot hirdető punkmozgalom népszerűségének csúcsán.
| Időpont         | Helyszín                |
| --------------- | ----------------------- |
| 1977. május 8.  | Svédország, Stockholm   |
| 1977. május 10. | Svédország, Göteborg    |
| 1977. május 12. | Dánia, Koppenhága       |
| 1977. május 13. | Németország, Hamburg    |
| 1977. május 14. | Németország, Frankfurt  |
| 1977. május 16. | Németország, Düsseldorf |
| 1977. május 17. | Hollandia, Rotterdam    |
| 1977. május 19. | Svájc, Bázel            |

### Egyesült Királyság (1977. május–június)
A Bristolban május 23-án induló 11 állomásos brit turné Jubilee Tour néven futott, mellyel II. Erzsébet uralkodásának 25 éves ezüstjubileuma előtt tisztelgett a zenekar. Stafford kivételével minden helyszínen két egymást követő estén léptek fel. Az egész világkörüli turné csúcspontja a hivatalos állami ünnepségek részeként Londonban az Earls Court kiállítási központban tartott két előadásuk volt június 6-án és 7-én, ahol összesen 36 000 nézték meg a Queent. A kétórás koncertről filmfelvétel is készült, de eddig nem került kiadásra. A második este teljes bevételét és a Holland Parkban tartott jótékonysági partin összegyűjtött 100 000 fontot az együttes a Jubilee Alapítványnak ajánlotta fel.
| Időpont         | Helyszín                        |
| --------------- | ------------------------------- |
| 1977. május 23. | Egyesült Királyság, Bristol     |
| 1977. május 24. | Egyesült Királyság, Bristol     |
| 1977. május 26. | Egyesült Királyság, Southampton |
| 1977. május 27. | Egyesült Királyság, Southampton |
| 1977. május 29. | Egyesült Királyság, Stafford    |
| 1977. május 30. | Egyesült Királyság, Glasgow     |
| 1977. május 31. | Egyesült Királyság, Glasgow     |
| 1977. június 2. | Egyesült Királyság, Liverpool   |
| 1977. június 3. | Egyesült Királyság, Liverpool   |
| 1977. június 6. | Egyesült Királyság, London      |
| 1977. június 7. | Egyesült Királyság, London      |

## Közreműködők
- Freddie Mercury – ének, zongora
- Brian May – elektromos gitár, háttérvokál, bendzsó, gitár
- Roger Taylor – dob, háttérvokál
- John Deacon – basszusgitár, triangulum

## Dalok listája
Már az A Day at the Races album megjelenése előtt játszottak néhány dalt élőben az 1976. szeptemberi koncerteken, a lemezbemutató turnéra pedig újabb számok kerültek be a programba az albumról: Somebody to Love, The Millionaire Waltz és White Man. A legnagyobb újdonságot mégis a Bohemian Rhapsody előadása jelentette. Az A Night at the Opera turnéval ellentétben, ahol három részletben játszották el dalt a koncert elején és közepén, az 1977-es észak-amerikai turnétól kezdve egyben adták elő legnagyobb slágerüket. A dal operás része szalagról ment, míg az együttes elhagyta a színpadot, majd a rockfináléval robbantak be újra. A hosszabb pihenő után május 8-án kezdődő európai szakaszra újabb dalokkal bővült a műsor: a Death on Two Legs és a megújított medleybe a Good Old-Fashioned Lover Boy került be, kivételes esetekben pedig a ráadásban újabb feldolgozások is megszólaltak, mint például az I’m a Man Bo Diddleytől és a Mannish Boy Muddy Waterstől.
Jellemző műsor
1. A Day at the Races intro
2. Tie Your Mother Down
3. Ogre Battle
4. White Queen
5. Somebody to Love
6. Medley:
  1. Killer Queen
  2. Good Old-Fashioned Lover Boy (kivéve Amerikában)
  3. The Millionaire Waltz
  4. You’re My Best Friend
  5. Bring Back That Leroy Brown
7. Death on Two Legs (kivéve Amerikában)
8. Sweet Lady
9. Brighton Rock
10. ’39
11. You Take My Breath Away
12. White Man
13. The Prophet’s Song
14. Bohemian Rhapsody
15. Stone Cold Crazy
16. Keep Yourself Alive
17. In the Lap of the Gods…Revisited
18. Now I’m Here
19. Liar
20. Big Spender
21. Jailhouse Rock
22. God Save the Queen

Ritkán előadott dalok
- I’m a Man
- Mannish Boy
- Doing All Right
- Lucille
- Saturday Night's Alright for Fighting
- Procession (Earls Court)
- Stupid Cupid
- Be Bop a Lula

## Érdekességek
- A chicagói koncerten néhányan tojásokat dobáltak a színpadra az erkélyről. Brian May a The Millionaire Waltz című szám közben elcsúszott és megütötte a farokcsontját. Freddie leállította a műsort és a zenekar levonult a színpadról, de végül visszatértek és folytatták a koncertet miután a frontember néhány keresetlen szót szólt a közönséghez. Ráadásnak csak a Now I’m Here-t adták elő.[10]